# Sepsis pseudomonostigma
Sepsis pseudomonostigma är en tvåvingeart som beskrevs av Ursu 1969. Sepsis pseudomonostigma ingår i släktet Sepsis och familjen svängflugor. Inga underarter finns listade i Catalogue of Life.